# Вестердейк, Йоханна
Йоханна Вестердейк (нидерл. Johanna Westerdijk, 1883—1961) — нидерландский ботаник-фитопатолог и миколог, первая женщина-профессор в Нидерландах. Действительный член Королевской академии наук и искусств Нидерландов (1951). Президент Международной федерации женщин с университетским образованием (1932—1936), президент Нидерландского фитопатологического общества (1945—1951).
Высшее биологическое образование получила в Нидерландах, затем училась в Германии и Швейцарии; защитила докторскую диссертацию в Цюрихском университете (1906). В течение многих лет преподавала фитопатологию в Утрехтском и Амстердамском университетах, одновременно руководя коллекцией патогенных культур и фитопатологической лабораторией.

## Биография

### Учёба
Родилась 4 января 1883 года в семье врача общей практики в деревне Ниювер-Амстел, располагавшейся рядом с Амстердамом (а позже включённой в его состав). Ходила в школу для девочек в Амстердаме, закончила её в 1900 году. Она была одарённой пианисткой и хотела стать профессиональным исполнителем, однако медицинские проблемы с одной из рук сделали эту идею нереализуемой. В школе она, помимо прочего, увлекалась ботаникой, поэтому решила получить биологическое образование в Амстердамском университете; здесь она, в частности, слушала лекции знаменитого ботаника Хуго де Фриза и работала в его лаборатории. Изначально, правда, Де Фриз не разрешил ей посещать его практических занятий (исключительно по причине её пола), однако Вестердейк имела представление о практической стороне ботанической профессии, поскольку поддерживала контакты со своим старым знакомым доктором ван Аллом, с которым они раньше нередко совершали ботанические экскурсии, собирая гербарии. Ван Алл работал в то время в частной фитопатологической амстердамской лаборатории Willie Commelin Scholten ассистентом профессора Яна Ритземы Боса — именно с этой лабораторией и был связан появившийся у Вестердейк интерес к болезням растений.
Завершив обучение в университете, она получила квалификацию, позволявшую ей преподавать биологию в средней школе. В Нидерландах в то время у женщин не было возможности продолжать обучение в аспирантуре, поэтому Вестердейк в 1904 году уехала в Мюнхенский университет, где занималась изучением мхов под руководством профессора Карла фон Гёбеля. В 1906 году она продолжила исследования мхов в Цюрихе под руководством ботаника Ханса Шинца; в том же году она защитила в Цюрихском университете диссертацию Die Regeneration der Laubmoose, посвящённую регенерации у мхов, и получила степень доктора философии.

### Работа
Вернувшись на родину, Вестердейк в том же 1906 году, в возрасте 23 лет, стала директором лаборатории Willie Commelin Scholten (WCS), сменив на этой должности Яна Ритзему Боса, назначенного директором Государственного института фитопатологии.
В 1907 году к Вестердейк обратился профессор общей биологии Фриц Вент с просьбой привести в порядок и сохранить коллекцию патогенных грибов, которая была создана после соответствующего обсуждения в 1903 году на заседании Международной ассоциации ботаников в Лейдене.
Вестердейк взялась за эту работу, разместила коллекция в лаборатории WCS и занималась ею более 50 лет.

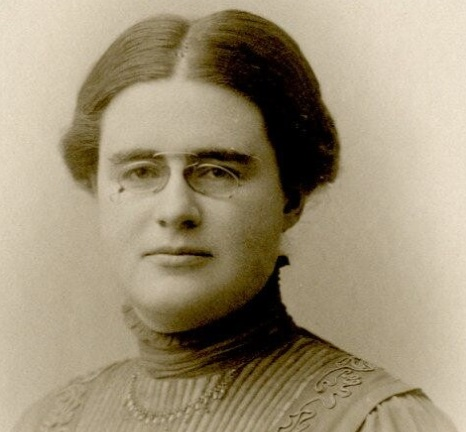
Йоханна Вестердейк. Фотография приблизительно 1920-х годов

В 1913 году она отправилась в Индонезию, чтобы ознакомиться с болезнями местных сельскохозяйственных культур. На Яве и Суматре ей удалось выделить и изолировать патогенные микроорганизмы из растений, растущих на плантациях, — гевеи, какао, кофе, сахарного тростника, табака, хинного дерева и чая, а также из кокосовой пальмы, местных сортов риса и томата, при этом все изолированные образцы позже были включены в её коллекцию в Нидерландах. Некоторое время после этого она жила в Японии, где также занималась фитопатологическими исследованиями, однако её японские материалы были во время Первой мировой войны утеряны. Поскольку в связи с начавшейся войной вернуться на родину у неё возможности не было, она продолжила путешествие, отправившись в США. На жизнь она зарабатывала, читая лекции в различных университетах. Позже в одной из работ она писала, что для фитопатолога путешествие по США очень полезно и поучительно, поскольку эпидемии некоторых болезней растений здесь настолько масштабны, что встретить подобное в Европе практически невозможно
В 1917 году Вестердейк была назначена на должность профессора фитопатологии в Утрехтском университете, став первой женщиной-профессором в истории своей страны (и вообще одним из первых профессоров фитопатологии в европейских университетах). Помимо чтения лекций ей приходилось выполнять обязанности научного сотрудника и руководителя как в лаборатории WCS, так и в коллекции патогенных культур, но она со всем справлялась.
Особенно большим успехом пользовался её практический курс фитопатологии. Сначала занятия шли в лаборатории в Амстердаме, однако в 1920 году ей удалось убедить руководство Утрехтского университета приобрести виллу в населённом пункте Барн рядом с Кантонским парком, который незадолго до этого перешёл в ведение университета. В этом здании Вестердейк разместила и лабораторию WCS, в которой проводились занятия для многочисленных студентов, и коллекцию патогенных культур. Под её руководством здесь началась большая исследовательская работа, связанная как с болезнями растений, так и с другими научными задачами, причём эти исследования постепенно становились всё более фундаментальными. Становились всё более понятны жизненные циклы патогенных микроорганизмов, поскольку теперь их можно было изучать и в чистой культуре, и в форме, обусловленной их взаимодействием с растениями-хозяевами. За те 50 лет, в течение которых Вестердейк была директором лабораторией, под её научным руководством 56 человек, в том числе 25 женщин, получили докторскую степень, а сама лаборатория стала всемирно известной. Объём же коллекции (которая с 1932 года называлась Centraal Bureau voor Schimmelcultures, CBS) увеличился с 80 образцов в 1907 году до 11 тысяч в 1958 году; здесь было представлено более шести тысяч видов грибов и грибоподобных организмов: плесневых грибов, дрожжей, актиномицетов и пр.

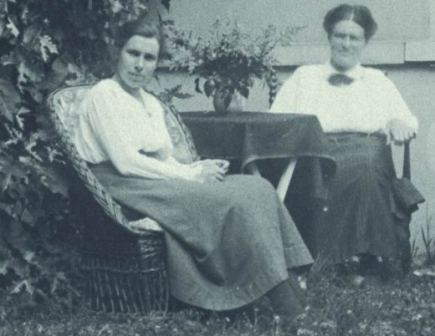
Йоханна Вестердейк (справа) со своей первой аспиранткой Беатрисой Шварц. Фотография 1922 года

Особое внимание в научной работе Вестедейк уделяла болезням растений. В начале своей деятельности она изучала болезни плодовых деревьев, вызываемые опёнком осенним (Armillaria mellea), корневой губкой (Heterobasidion annosum, syn. Fomes annosus) и стереумом пурпурным (Stereum purpureum), позже вместе с А. ван Лёйк изучала болезни дуба, вызываемые грибами рода Gloeosporium. Она изучала также болезни тополей, вызванные Neonectria ditissima (syn. Nectria galligena). В 1920-х годах вместе со своими ученицами Беатрисой Шварц и Кристиной Бёйсман Вестердейк занималась так называемой «голландской болезнью вязов», из-за которой в Нидерландах, начиная с 1919 года, стало гибнуть большое число деревьев; им удалось выявить возбудителя этой болезни — грибок-аскомицет Ophiostoma ulmi (syn. Ceratocystis ulmi).
С 1930 года Вестердейк стала одновременно профессором и в Амстердамском университете — и теперь ей приходилось читать лекции сразу в двух учебных заведениях. Лекции, которые она читала, оценивались очень высоко; это было связано и с их хорошей подготовкой, и с тем, что они стимулировали аудиторию к работе. Она повторяла, что для понимания болезни и контроля за ней требуется знание как физиологии растения, так и физиологии возбудителя, что ситуация, когда специалист занимается лечением растений, ни анатомия которых, ни потребности в питании ему неизвестны, в корне неверна. Фитопатология, по её мнению, является недостаточно развитой наукой, и это незнание в значительной степени обусловлено её слабыми связями с почвоведением, биохимией и другими отраслями знаний. При этом она шутила, что задачи, стоящие перед обычным врачом, намного сложнее, чем перед фитопатологами, поскольку пациентов, с которыми работают последние, можно для исследований нарезать на куски без каких бы то ни было физических и нравственных страданий.
Свою последнюю лекцию Вестердейк прочитала в 1952 году. В 1958 году она ушла со всех должностей из-за проблем со здоровьем. Последние сорок лет своей жизни она жила в квартире при лаборатории в Барне, здесь же она и умерла 15 ноября 1961 года в возрасте 78 лет.

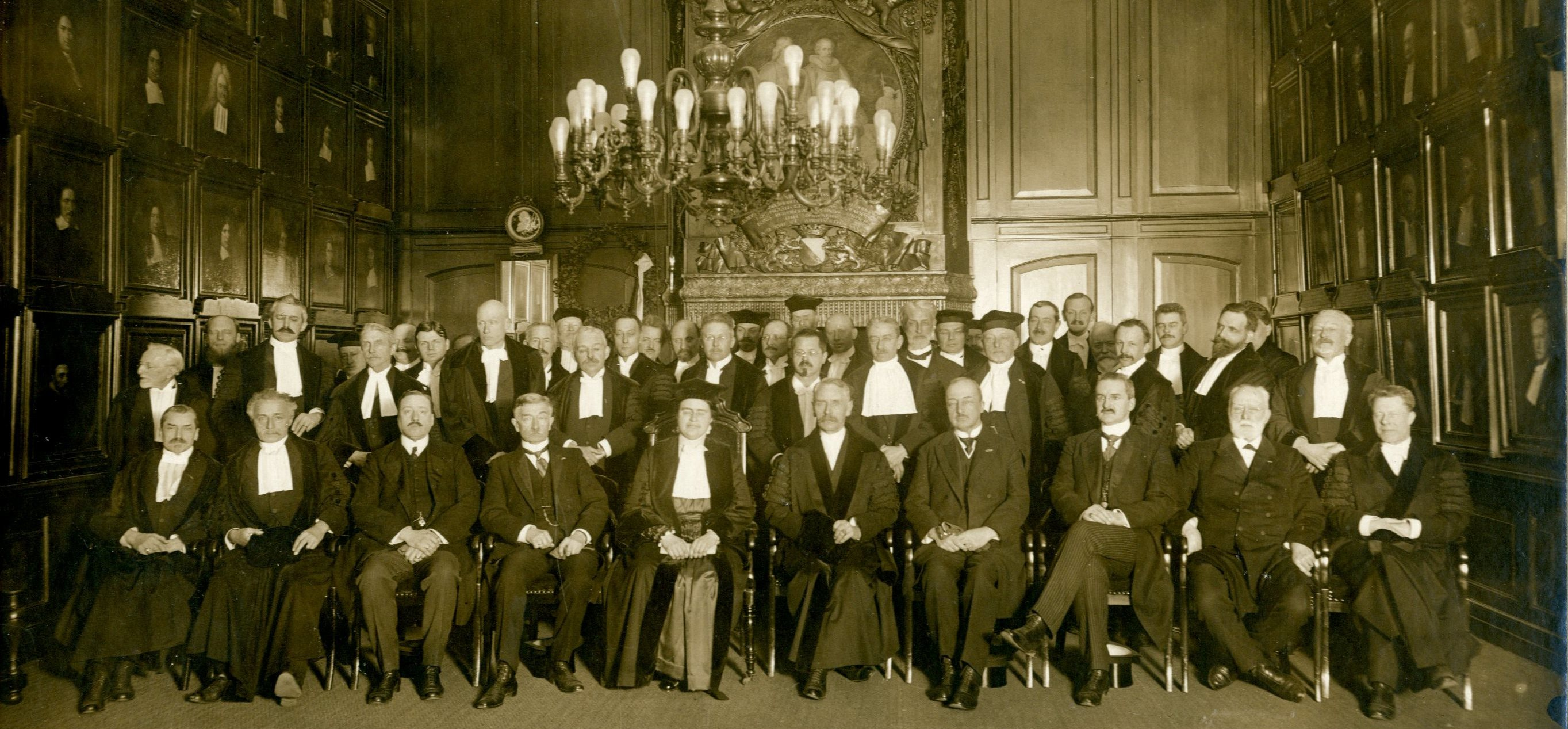
Йоханна Вестердейк (пятая слева в первом ряду) с профессорами Утрехтского университета.
10 февраля 1917 года

## Борьба за права женщин
Вестердейк никогда не называла себя феминисткой, но всегда старалась помогать другим женщинам-учёным и на протяжении своей карьеры очень много сделала, чтобы добиться для женщин в академической области равных прав с мужчинами. Принимала активное участие в различных национальных и международных союзах женщин-учёных, с 1932 по 1936 год была президентом Международной федерации женщин с университетским образованием.

## Личность
На протяжении всей жизни о Вестердейк отзывались как о доброжелательной и гостеприимной, компанейской женщине, очень любившей музыку. Сама она шутила, что её жизнелюбие и любовь к бокалу хорошего вина обусловлены её французскими генами, полученными от матери.

## Почести, память
Нидерландские власти высоко оценили вклад Йоханны Вестердейк в науку, она стала Рыцарем Ордена Нидерландского Льва. В 1951 году она была избрана действительным членом Королевской академии наук и искусств Нидерландов (стала второй в истории женщиной, ставшей действительным членом этой академии). Правительство Португалии наградило её орденом Святого Якова и Меча, а Гейдельбергский университет в 1958 году — медалью Отто Аппеля (памятной медалью для награждения выдающихся фитопатологов). Многие высшие учебные заведения присвоили ей степень своего почётного доктора: Коимбрский университет (что было связано с курсом фитопатологии, который она читала здесь в 1934 году), Уппсальский университет (1957), Гисенский университет (1958).
В 1955 году в её честь был назван род грибов-дотидеомицетов Westerdykella Stolk.
Коллекция патогенных культур, которой Йоханны Вестердейк руководила более полувека, продолжает расти: в 1986 году в ней было 30 тысяч, а по состоянию на 2009 год — уже более 50 тысяч образцов. В феврале 2017 году эта организация получила новое название — Институт Вестердейк (Westerdijk Fungal Biodiversity Institute). По особым случаям Институт Вестердейк награждает лиц, внёсших выдающийся вклад в коллекцию патогенных культур, а также сделавших выдающуюся карьеру в области микологии, премией Вестердейк (Johanna Westerdijk Award).